# Ірхан
Ірхан (д/н — 765) — 2-й ельтебер (володар) волзьких болгар.

## Життєпис
Походив з династії Дуло. За поширеною версією був сином хана Котрага. Втім ймовірніше був його онуком і сином Ішкула. Ще за однією теорією Ішкул був старшим братом Ірхана й панував до 707 року. Дата приходу до влади Ірхана невідома.
Є окремі згадки про розбудову волзькоболгарського племенного утворення. У 730-х роках повстав проти хозарського кагана Біхара, здобувши самостійність. Невдовзі до волзько болгарського союзу приєднуються племена баланджар (група споріднена з хозарами), що переселяється з Північного Кавказу під тиском арабів.
Десь у 750-х роках з Прикубан'я на Середню Волгу прибувають тюркські племена барсилів, що невдовзі утворюють власний союз, який протистоїть волзьким болгарам. Разом з тим Ірхан близько 755 року зазнав поразки від хозар, внаслідок чого знову визнав зверхність Біхара.
Йому спадкував син Тукий.